# Tohloppi
Tohloppi är en sjö i stadsdelen med samma namn i västra delen av staden i kommunen Tammerfors i landskapet Birkaland i Finland. Sjön ligger 104,5 meter över havet. Arean är 63 hektar och strandlinjen är 4,29 kilometer lång. Sjön  ingår i Kumo älvs huvudavrinningsområde.   Den ligger nära Tammerfors och omkring 160 kilometer norr om Helsingfors. 
Tohloppi ingår i Kumo älvs avrinningsområde. Det finns två kommunala badplatser vid sjön. I sjön finns ön Tohlopinsaari. Sydöst om Tohloppi ligger Vaakkolammi och väster om Tohloppi ligger Tesoma kyrka och Tesoma vattentorn. 